# Винников-Бессмертный, Василий Лаврентьевич
Василий Лаврентьевич Винников-Бессмертный (1892 — 1946) — советский военный деятель, герой Гражданской войны.

## Биография
Василий Лаврентьевич Винников-Бессмертный родился в 1892 году в крестьянской семье, в юности работал шахтёром на Донбассе.
С началом Первой мировой войны, в 1914 году был призван в российскую армию, участвовал в войне рядовым. С 1917 года член ВКП(б).
В РККА с весны 1919 года по партийной мобилизации, служил в 11-м Камышинском кавалерийском полку 36-й стрелковой дивизии, весной 1919 года, во время Вёшенского восстания вывел полк из окружения, хотя официально им не командовал. Летом 1919 года был назначен военкомом этого полка, участвовал в разгроме 2-й Донской белоказачьей дивизии. За эти подвиги был награждён первым орденом Красного Знамени (1920).
Летом 1920 года назначен военкомом Черноморской стрелковой бригады. С 18 сентября по 6 ноября 1920 года — военком 5-й Кубанской кавалерийской дивизии (командир Ф.Я. Балахонов). Участвовал в рейде по тылам войск Врангеля в ходе Северно-Таврийской операции, был награждён Почётным революционным оружием (1921).
С марта 1921 года — военком 79-й стрелковой бригады 27-й стрелковой дивизии, участвовал в подавлении Кронштадтского восстания, за что был награждён вторым орденом Красного Знамени.
В боях лишился руки, но оставался в составе РККА. В 1924 году был демобилизован.
В отставке работал на руководящих постах в органах юстиции и промышленности.
В конце 1930-х был арестован, 12 сентября 1939 года жаловался в письме К. Е. Ворошилову на грубое обращение следователей. Дальнейшая судьба неизвестна.

## Награды
- Почётное революционное оружие — 02.02.1921 (Приказ РВСР № 37)
- два Ордена Красного Знамени — 1920 (Приказ РВСР № 160), 23.03.1921 (Приказ РВСР № 93)